# 단편선 순간들
단편선 순간들은 대한민국의 밴드이다. 2024년 1월 결성되었으며 싱글 "독립"으로 데뷔했다. 이후 정규 음반 《음악만세》로 발표했으며, 해당 앨범으로 한국대중음악상 최우수 음반상을 수상했다.

## 역사
싱어송라이트 회기동 단편선이 단편선과 선원들 해체 이후 2024년 1월 결성한 밴드이다. 단편선이 음반 《음악만세》를 준비하던 중 피아니스트 이보람과 박재준, 베이시스트 송현우, 피아니스트 이보람, 기타리스트 박장미가 합류하면서 결성되었다.2024년 9월 정규 1집인 《음악만세》를 발표했다. 《음악만세》는 제22회 한국대중음악상 최우수 음반상을 수상했다.

## 디스코그래피

### 정규 음반
- 1집《음악만세》